# Cabo Cornish
O Cabo Cornish (66° 43′ S, 163° 05′ L) é um cabo que forma a ponta norte da Ilha de Buckle nas Ilhas Balleny. Recebeu o nome da equipe do RRS Discovery II em 1938 de A.W. Cornish, meteorologista do Escritório Central Australiano, um observador a bordo do Discovery II durante 1937-38.